# Instinción
Instinción é um município da Espanha
na província de Almería, comunidade autônoma da Andaluzia, de área 33 km² com população de 493 habitantes (2009) e densidade populacional de 14,94 hab/km².

## Demografia
| Variação demográfica do município entre 1996 e 2008 | Variação demográfica do município entre 1996 e 2008 | Variação demográfica do município entre 1996 e 2008 | Variação demográfica do município entre 1996 e 2008 |
| --------------------------------------------------- | --------------------------------------------------- | --------------------------------------------------- | --------------------------------------------------- |
| 1996                                                | 2001                                                | 2004                                                | 2008                                                |
| 547                                                 | 538                                                 | 527                                                 | 502                                                 |